# Dwars door Vlaanderen 2023
La Dwars door Vlaanderen 2023, (in italiano: Attraverso le Fiandre 2023), settantasettesima edizione della corsa e valida come tredicesima prova dell'UCI World Tour 2023 categoria 1.UWT, si svolse il 29 marzo 2023 su un percorso di 183,7 km, con partenza da Roeselare e arrivo a Waregem, in Belgio. La vittoria fu appannaggio del francese Christophe Laporte, il quale completò il percorso in 4h06'20", alla media di 44,744 km/h, precedendo lo spagnolo Oier Lazkano (primo spagnolo a salire sul podio nella storia della corsa) e lo statunitense Neilson Powless.
Sul traguardo di Waregem 142 ciclisti, su 171 partiti da Roeselare, portarono a termine la competizione.

## Squadre e corridori partecipanti
| N.      | Cod. | Squadra               |
| ------- | ---- | --------------------- |
| 1-7     | ADC  | Alpecin-Deceuninck    |
| 11-17   | ACT  | AG2R Citroën Team     |
| 21-27   | AST  | Astana Qazaqstan Team |
| 31-37   | BOH  | Bora-Hansgrohe        |
| 41-47   | TBV  | Bahrain Victorious    |
| 51-57   | UAD  | UAE Team Emirates     |
| 61-67   | TJV  | Jumbo-Visma           |
| 71-77   | IGD  | Ineos Grenadiers      |
| 81-87   | SOQ  | Soudal Quick-Step     |
| 91-97   | GFC  | Groupama-FDJ          |
| 101-107 | TFS  | Trek-Segafredo        |
| 111-117 | EFE  | EF Education-EasyPost |
| 121-127 | JAY  | Team Jayco AlUla      |

| N.      | Cod. | Squadra                  |
| ------- | ---- | ------------------------ |
| 131-137 | MOV  | Movistar Team            |
| 141-147 | DSM  | Team DSM                 |
| 151-157 | COF  | Cofidis                  |
| 161-167 | ARK  | Team Arkéa-Samsic        |
| 171-177 | ICW  | Intermarché-Circus-Wanty |
| 181-187 | LTD  | Lotto Dstny              |
| 191-197 | IPT  | Israel-Premier Tech      |
| 201-207 | UXT  | Uno-X Pro Cycling Team   |
| 211-217 | TEN  | TotalEnergies            |
| 221-227 | BWB  | Bingoal WB               |
| 231-237 | Q36  | Q36.5 Pro Cycling Team   |
| 241-247 | TFB  | Team Flanders-Baloise    |

## Ordine d'arrivo (Top 10)
| Pos. | Corridore          | Squadra  | Tempo    |
| ---- | ------------------ | -------- | -------- |
| 1    | Christophe Laporte | Jumbo    | 4h06'20" |
| 2    | Oier Lazkano       | Movistar | a 15"    |
| 3    | Neilson Powless    | EF       | s.t.     |
| 4    | Jasper Philipsen   | Alpecin  | s.t.     |
| 5    | Mads Pedersen      | Trek     | s.t.     |
| 6    | Arnaud De Lie      | Lotto    | s.t.     |
| 7    | Davide Ballerini   | Soudal   | s.t.     |
| 8    | Andrea Pasqualon   | Bahrain  | s.t.     |
| 9    | Guillaume Boivin   | Israel   | s.t.     |
| 10   | Nils Politt        | Bora     | s.t.     |